# Joes Odufré
Joes Odufré (Utrecht, 25 november 1925 - Baarn, 24 augustus 2004) was een Nederlands toneel- en televisieregisseur.
Odufré regisseerde onder meer de televisieseries Waaldrecht en 't Schaep met de 5 pooten. Hij besteedde als televisieregisseur in de jaren 60 serieus aandacht aan dans.
Joes Odufré volgde op de Kees Boekeschool in Bilthoven de gymnasiumopleiding. Hij kon echter geen examen doen door het uitbreken van de Tweede Wereldoorlog. Tijdens het vervullen van militaire dienst deed hij in 1948 examen HBS-a. Aan de Universiteit van Amsterdam studeerde hij daarna politieke en sociale wetenschappen. In 1964 trouwde hij met Milly Gramberg, danseres bij het Nederlands Dans Theater.

## Cameraman en regisseur
Nadat hij als werkstudent in contact was gekomen met de Filmliga brak hij zijn studie af om Theo van Haren Noman en Louis van Gasteren te assisteren bij het maken van een film voor cacaofabriek Van Houten. In 1952 werd hij cameraman bij de Nederlandse Televisie Stichting als opvolger van Leen Timp. Bij de NTS werkte hij met collega's Timo de Wit en Frans Marks mee aan studioproducties.
Vanaf 1955 regisseerde hij voor de VPRO-televisie documentaires, informatieve en kunstprogramma's. Ook zette hij zich in bij grote televisiehulpacties zoals voor kinderen die slachtoffer waren van de oorlog in Algerije en de aardbevingslachtoffers in het Chileense Toltèn.
Onder zijn leiding als regisseur-producer ontstond in 1957 een rel naar aanleiding van een rechtstreeks televisieprogramma Dag Koninginnedag. In het programma werd gezegd dat de viering van Koninginnedag niet voor iedereen dezelfde betekenis had.
Na het opgelegde verbod om nog documentaires voor de VPRO te maken specialiseerde Odufré zich in het registreren van balletvoorstellingen van het Nederlands Ballet en vooral van het pas opgerichte Nederlands Dans Theater. Hij besteedde daarmee als televisieregisseur in de jaren zestig serieus aandacht aan dans.  Zo zorgde hij ervoor dat het werk van choreograaf Hans van Manen op televisie werd getoond. Ook maakte hij documentaires over het werk van choreografen Glen Tetley en Rudi van Dantzig.
Als hoofd VPRO-televisie trok Joes Odufré televisienamen aan als Arie Kleywegt en Herman Kuiphof. Door zijn werk als hoofd van de VPRO-televisie kwam hij amper meer toe aan het regisseren van programma's. Hij besloot te stoppen en werd vanaf 1963 freelance regisseur en producer. Met zijn eigen productiemaatschappij werkte hij mee aan producties rond Charles Aznavour en Gilbert Bécaud. Ook regisseerde hij de kinderserie Pipo in Moldavië en dramaproducties zoals De smaak van zoet en zuur.

## Schaep met de 5 pooten

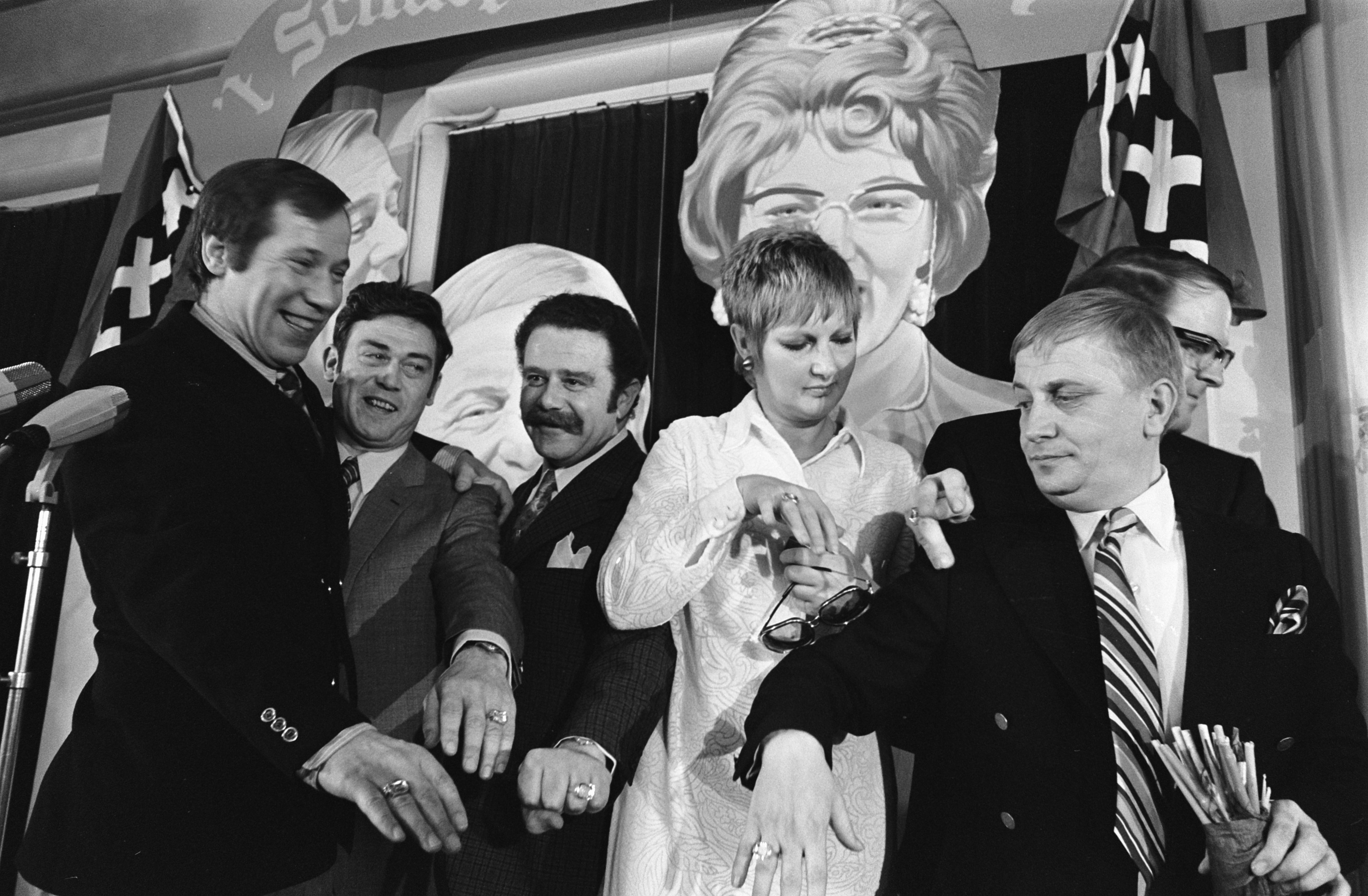
Het Schaep met vijf pooten medewerkers ontvangen de Televizierring: Piet Römer, Joes Odufré, Eli Asser, Adèle Bloemendaal en Leen Jongewaard met ring.

In 1968 werd hij door de KRO gevraagd om de regie van de komische dramaserie Mijn broer en ik af te maken. Een jaar later bedacht hij voor de KRO de nieuwe serie 't Schaep met de 5 pooten. De afleveringen werden geschreven door Eli Asser met muziek van Harry Bannink. Uit deze serie kwamen evergreens voort als Het zal je kind maar wezen, Als je mekaar niet meer vertrouwen kan, Vissen en We zijn op de wereld om mekaar. Toen Odufré de rechten van de serie niet wilde verkopen aan Joop van den Ende, en schrijver Eli Asser wel, werden er geen opnamen meer gemaakt werden alle banden door de KRO vernietigd.
In 1983 stopte hij met zijn tv-werk en werd een jaar later benoemd bij het Audiovisuele Centrum van de Erasmus Universiteit. Na zijn pensioen had hij nog een keer de regie van een aflevering van het praatprogramma Kwartslag van het Humanistisch Verbond.
Bij een zolderopruiming bij Odufré kwam archiefmateriaal tevoorschijn waarin de mondelinge geschiedenis van een aantal dansers en choreografen werd verteld.
Odufré stierf in Baarn op 78-jarige leeftijd en werd gecremeerd in Den en Rust te Bilthoven.

## Erkenning
- Gouden Televizierring 1970 voor  't Schaep met de vijf pooten [6]

## Regie (selectie)
- Maarseen (1958)
- Wat wil die Rotterdammer (1983)[7]
- De mens heet mens (1978)[8]
- Ester, tv-film (1975)
- Pipo de Clown, 12 afleveringen (1974)
- De wolvenman (1974)[9]
- Waaldrecht (1973)
- 't Schaep met de vijf pooten, 9 afleveringen (1969/1970)
- 1966 Wie weet hoe ik verander (1966)[10]
- Stadhuis op stelten (1965)[11]

- Gemeinsame Normdatei: 1061288773
- International Standard Name Identifier: 0000 0003 9691 2874
- Nederlandse Thesaurus van Auteursnamen: 073094137
- Virtual International Authority File: 291907240
- WorldCat: E39PBJkMDTQrdWdw7yKKkRgkDq